# Национальная столичная комиссия (Канада)

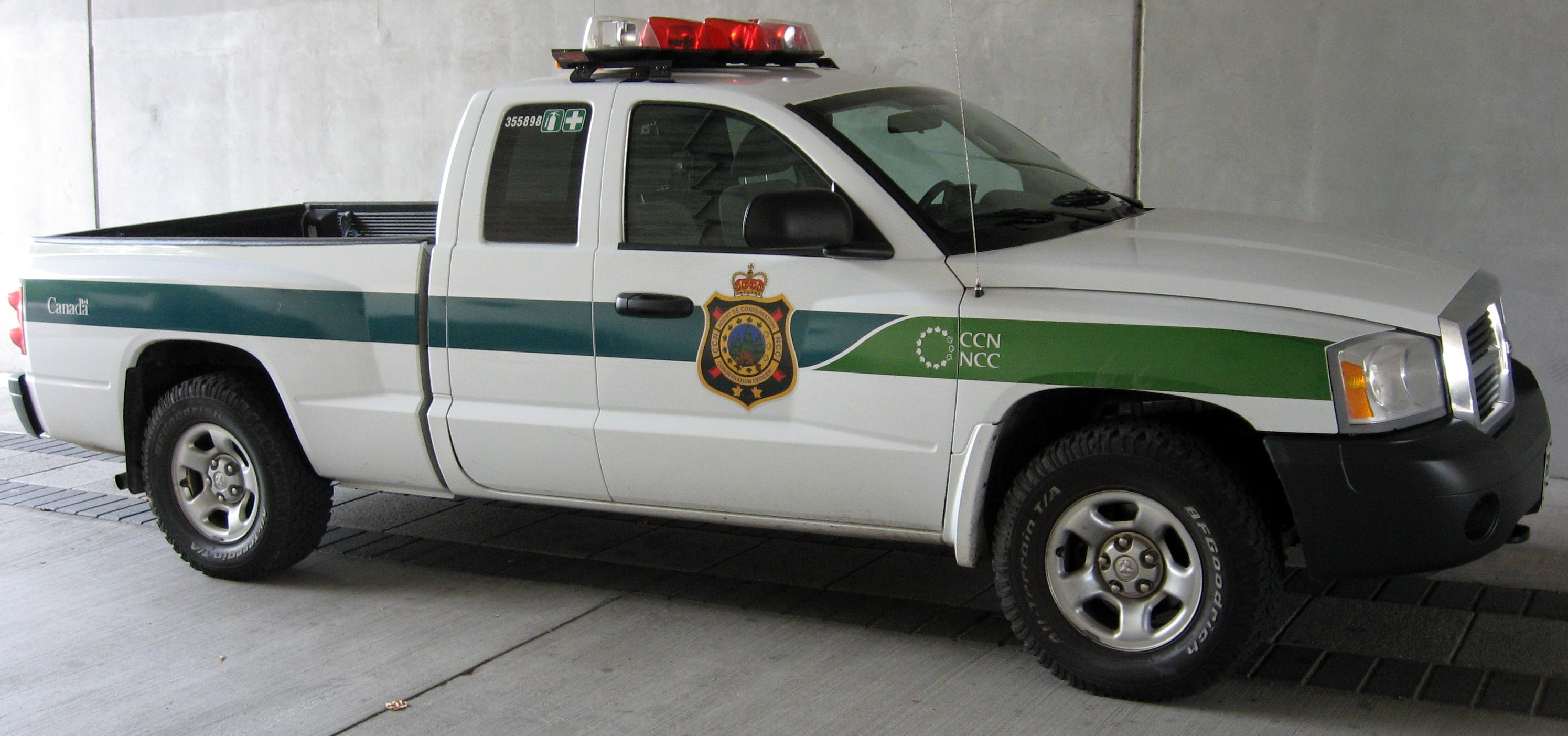
Автомобиль с логотипом НСК. Используется служащими по охране окружающей среды.

Национальная столичная комиссия, или Комиссия национальной столицы, англ. National Capital Commission (NCC), фр. Commission de la capitale nationale — канадская коронная корпорация, управляющая федеральными землями и зданиями на территории Национального столичного региона, включающего города Оттава, (Онтарио) и Гатино (Квебек).
Комиссия была образована в 1959 и заменила Комиссию федерального округа (Federal District Commission, FDC), основанную в 1927 г. взамен прежней Комиссии по улучшению Оттавы (Ottawa Improvement Commission). Создание новой комиссии в 1959 г. взамен старой было вызвано тем, что прежней часто не удавалось убедить муниципальные власти сотрудничать в планах по развитию столицы, за что она часто подвергалась критике. Национальная столичная комиссия получила полномочия на осуществление этих планов, которые были подтверждены в ходе дошедшего до Верховного суда процесса «Манро против Национальной столичной комиссии».
Комиссия подотчётна Парламенту Канаду через министра транспорта, инфраструктуры и общин. Штаб-квартира комиссии находится в здании Chambers Building на Элгин-стрит, между Квин-стрит и Спаркс-стрит.
Роль комиссии принципиально отличается от роли муниципалитетов, которые отстаивают прежде всего интересы местных жителей — такие, как поддержание дорог, канализации, системы водоснабжения и общественного транспорта. Комиссия отстаивает интересов Оттавы, Гатино и прилегающих районов в вопросах общенационального масштаба, в частности, таких, как планирование сооружения памятников и музеев, организации мероприятий и праздников, прокладки или изменения дорог, улиц и парков федерального значения.
Также одной из задач комиссии является привлечение туристов в Национальный столичный регион (см. Список фестивалей Оттавы и Гатино). Комиссия отвечает за организацию ряда фестивалей — таких, как Винтерлюд и Канадские рождественские огни. Также комиссия управляет единственным туристским информационным центром, расположенным у Парламентского холма, с 1996 г. Также комиссия управляет парком Гатино и рядом официальных резиденций — таких, как Ридо-холл, резиденция премьер-министра Канады и Сторноуэй.
Правительство Канады является крупнейшим работодателем и землевладельцем на территории Оттавы и Гатино, поэтому оно оказывает большое влияние на эти два города.
Деятельность комиссии иногда вызывала неодобрение муниципалитетов, например, в 1998 г, когда комиссия предложила снести значительный участок Даунтауна, чтобы соорудить церемониальный бульвар вдоль нынешней Меткалф-стрит.
В последние 30 лет с резкой критикой ряда мероприятий комиссии выступало правительство Квебека: оно придерживалось точки зрения, что многие из этих мероприятий посягают на прерогативу муниципалитетов и провинции, нарушая конституцию Канады. Также комиссию критиковали за ряд неудачных планов.
Новое правительство Канады в 2006 г. обратилось с ходатайством о формальном пересмотре мандата комиссии. Орган, собранный для оценки деятельности комиссии, в своём отчёте порекомендовал выделить комиссии больше денег, и в то же время сделать её деятельность более прозрачной. Хотя правительство обещало принять соответствующие меры в своём отчёте в начале 2007 г., изменения с тех пор так и не произошли.